# Lindsey Shaw
Lindsey Marie Shaw (Lincoln, 10 de maio de 1989) é uma atriz e cantora  norte-americana.
Depois de tanto se mudar para fazer comercial, conseguiu um papel em Ned's Declassified School Survival Guide, onde fez enorme sucesso. Lindsey protagonizou de diversos filmes e também participa na série Pretty Little Liars, como Paige McCullers.

## Filmografia
Televisão
| Ano         | Título                                   | Personagem                 |
| ----------- | ---------------------------------------- | -------------------------- |
| 2014        | Faking It                                | Sasha Harvey               |
| 2014        | Suburgatório                             | June                       |
| 2011        | Body Of Proof                            | Sophia Polley              |
| 2011 - 2017 | Pretty Little Liars                      | Paige McCullers            |
| 2008        | Eleventh Hour: O Último Recurso          | Vivian Bingham             |
| 2004 - 2007 | Ned's Declassified School Survival Guide | Jennifer Ann 'Moze' Mosely |

Cinema
| Ano  | Título        | Personagem       |
| ---- | ------------- | ---------------- |
| 2016 | Temps         | Stephanie        |
| 2016 | Secret Summer | Rachel           |
| 2015 | Yellow Day    | Garota na Igreja |
| 2011 | Teen Spirit   | Lisa Sommers     |